# Карда (Иркутская область)
Карда — поселок в Усть-Удинском районе Иркутской области.

## География
Поселок находится в 135 км от центра района. Стоит на реке Ангара.

## Этимология
От «ка́рда, обширное загороженное место для скота» < рус. ка́рда < чув., морд. ка́рда < тат. кәртә.

## Население
По данным Всероссийской переписи населения 2010 года население НП составило 1 человек.
| 2002 | 2010 | 2011 | 2012 |
| ---- | ---- | ---- | ---- |
| 79   | ↘1   | →1   | →1   |

## Власть
Поселок в административном плане относится к Подволоченскому муниципальному образованию Усть-Удинского района
Иркутской области.